# Frank Ostholt
Frank Ostholt (Warendorf, 23 de septiembre de 1975) es un jinete alemán que compitió en la modalidad de concurso completo. Está casado con la jinete sueca Sara Algotsson.
Participó en dos Juegos Olímpicos de Verano, obteniendo una medalla de oro en Pekín 2008, en la prueba por equipos (junto con Peter Thomsen, Andreas Dibowski, Ingrid Klimke y Hinrich Romeike), y el cuarto lugar en Atenas 2004, en la misma prueba.
Ganó una medalla de oro en el Campeonato Mundial de Concurso Completo de 2006 y dos medallas de bronce en el Campeonato Europeo de Concurso Completo, en los años 2005 y 2011.

## Palmarés internacional
| Juegos Olímpicos   | Juegos Olímpicos       | Juegos Olímpicos  | Juegos Olímpicos |
| Año                | Lugar                  | Medalla           | Categoría        |
| ------------------ | ---------------------- | ----------------- | ---------------- |
| 2008               | Hong Kong (China)      | Medalla de oro    | Por equipos      |
| Campeonato Mundial |                        |                   |                  |
| Año                | Lugar                  | Medalla           | Categoría        |
| 2006               | Aquisgrán (Alemania)   | Medalla de oro    | Por equipos      |
| Campeonato Europeo |                        |                   |                  |
| Año                | Lugar                  | Medalla           | Categoría        |
| 2005               | Blenheim (Reino Unido) | Medalla de bronce | Por equipos      |
| 2011               | Luhmühlen (Alemania)   | Medalla de bronce | Individual       |